# Сетокет-Ист Сетокет (Њујорк)
Сетокет-Ист Сетокет (енгл. Setauket-East Setauket) насељено је место без административног статуса у америчкој савезној држави Њујорк.

## Демографија
По попису из 2010. године број становника је 15.477, што је 454 (-2,8%) становника мање него 2000. године.
| Група             | 2000.          | 2010.          |
| Белци             | 13.563 (85,1%) | 13.128 (84,8%) |
| Афроамериканци    | 203 (1,3%)     | 178 (1,2%)     |
| Азијати           | 1.402 (8,8%)   | 1.139 (7,4%)   |
| Хиспаноамериканци | 546 (3,4%)     | 807 (5,2%)     |
| Укупно            | 15.931         | 15.477         |